# Мајами (Тексас)
Мајами (енгл. Miami) град је у америчкој савезној држави Тексас. По попису становништва из 2010. у њему је живело 597 становника.

## Демографија
Према попису становништва из 2010. у граду је живело 597 становника, што је 9 (1,5%) становника више него 2000. године.
| Група             | 2000.       | 2010.       |
| Белци             | 561 (95,4%) | 541 (90,6%) |
| Афроамериканци    | 0 (0,0%)    | 1 (0,2%)    |
| Азијати           | 1 (0,2%)    | 1 (0,2%)    |
| Хиспаноамериканци | 21 (3,6%)   | 47 (7,9%)   |
| Укупно            | 588         | 597         |